# Yelicones buloloensis
Yelicones buloloensis är en stekelart som beskrevs av Quicke, Austin och Chishti 1998. Yelicones buloloensis ingår i släktet Yelicones och familjen bracksteklar. Inga underarter finns listade i Catalogue of Life.